# Baile de Máscaras
 (avril 2017).
Si vous disposez d'ouvrages ou d'articles de référence ou si vous connaissez des sites web de qualité traitant du thème abordé ici, merci de compléter l'article en donnant les références utiles à sa vérifiabilité et en les liant à la section « Notes et références ».
Albums de Maldita Vecindad y los Hijos del Quinto Patio
En Vivo: Gira Pata de Perro
(1994) Mostros
(1998)
Baile de Máscaras est le quatrième album enregistré par le groupe de rock mexicain Maldita Vecindad y los Hijos del Quinto Patio, sous le label discographique BMG, en 1996.

## Liste des titres
Toutes les chansons sont écrites et composées par Maldita Vecindad y los Hijos del Quinto Patio.
| 1.    | Viva mi desgracia (Organillero) | 0:20 |
| 2.    | El chulo                        | 3:18 |
| 3.    | Por ahí                         | 2:36 |
| 4.    | Vuelta tras vuelta              | 3:49 |
| 5.    | No les creo nada                | 3:12 |
| 6.    | El dedo                         | 4:00 |
| 7.    | Saltapa'tras                    | 4:25 |
| 8.    | Ojos negros                     | 3:37 |
| 9.    | Cenizas                         | 2:52 |
| 10.   | El vigilante                    | 2:45 |
| 11.   | Aunque                          | 5:00 |
| 12.   | Don Palabras                    | 3:23 |
| 13.   | Vida vidrio                     | 4:29 |
| 14.   | Canción Omaha                   | 0:57 |
| 15.   | Lamento                         | 5:25 |
| 50:10 |                                 |      |

## Crédits

### Membres du groupe
- Roco : chant
- Pato : basse
- Pacho : batterie
- Sax : saxophones

### Équipes technique et production
- Production, direction créative : David Z (en)
- Mastering : George Marino